# Ernest Tubb
Pour les articles homonymes, voir Tubb.
Ernest Dale Tubb (9 février 1914–6 septembre 1984), surnommé Texas Troubadour, oncle de Lucky Tubb, est un parolier et chanteur américain et l'un des pionniers de la musique country. Son plus grand succès, "Walking the Floor Over You" (1941), fut un point majeur du style honky tonk. On lui doit aussi le premier enregistrement de Blue Christmas vers 1948-49, qui fut repris ensuite par Elvis Presley. Autre succès de Tubb, "Waltz Across Texas" (1965) qui est devenu un des classiques. Durant les années 1960, il enregistra des duos avec la chanteuse Loretta Lynn, dont leur hit "Sweet Thang".

## Biographie
Tubb naît dans une ferme de coton près de Crisp, au Texas (maintenant une ville fantôme dans comté d'Ellis). Il est inspiré par le travail de Jimmie Rodgers et commence très jeune à apprendre le chant, le yodel, et à jouer de la guitare. À l'âge de 19 ans, il travaille en tant que chanteur sur une station de radio de San Antonio. 
En 1939, il déménage à San Angelo, Texas où il est employé sur une station de radio KGKL-AM pour une émission de 15 minutes l'après-midi.
En 1936, il contacte la veuve de Jimmie Rodgers pour lui demander une photo avec autographe. Une amitié nait et elle permet à Tubb d'obtenir un enregistrement chez RCA. Ses deux premiers disques ne connaissent pas de succès. Une tonsillectomie en 1939 affecte sa façon de chanter, et le pousse à se diriger vers la composition. En 1940, il retente la chanson chez Decca Records avec Walking the Floor Over You, son plus grand succès, qu'il reprend dans le western de 1943 The Fighting Buckaroo.
Tubb rejoint le Grand Ole Opry en février 1943 avec son groupe ; les Texas Troubadours. En 1965, il est introduit au Country Music Hall of Fame et en 1970, Tubb rejoint le Nashville Songwriters Hall of Fame. Dans les années 1960, Tubb est connu comme ayant un des meilleurs groupes country. Parmi les musiciens, Leon Rhodes, le guitariste qui apparaîtra plus tard dans la série télévisée Hee Haw, et Buddy Emmons, un autre guitariste virtuose qui commença avec Tubb en 1958. Le guitariste Cal Smith (1932-2013) fit également partie de son groupe.
Il fait une apparition dans le film biographique de Loretta Lynn, Nashville Lady, aux côtés de Roy Acuff et Minnie Pearl.
Sa voix demeure intacte jusqu'à ce qu'il souffre d'un emphysème pulmonaire. Il meurt de cette maladie en 1984 à l'hôpital baptiste de Nashville, Tennessee. Il est enterré à l'Hermitage Memorial Gardens de Nashville.

## Discographie

### Albums

#### Studio albums
| Année | Album                                             | US Country | Label    |
| ----- | ------------------------------------------------- | ---------- | -------- |
| 1952  | Favorites                                         |            | Decca    |
| 1952  | Old Rugged Cross                                  |            | Decca    |
| 1953  | Songs of Jimmie Rodgers                           |            | Decca    |
| 1956  | Favorites                                         |            | Decca    |
| 1957  | Daddy of 'Em All                                  |            | Decca    |
| 1959  | The Importance of Being Ernest                    |            | Decca    |
| 1959  | The Ernest Tubb Story                             |            | Decca    |
| 1960  | Ernest Tubb Record Shop                           |            | Decca    |
| 1960  | Ernest Tubb and His Texas Troubadours             |            | Vocalion |
| 1960  | Midnight Jamboree                                 |            | Decca    |
| 1960  | All Time Hits                                     |            | Decca    |
| 1961  | Golden Favorites                                  |            | Decca    |
| 1962  | On Tour                                           |            | Decca    |
| 1963  | Just Call Me Lonesome                             |            | Decca    |
| 1963  | The Family Bible                                  |            | Decca    |
| 1964  | Thanks a Lot                                      | 7          | Decca    |
| 1964  | Blue Christmas                                    |            | Decca    |
| 1965  | My Pick of the Hits                               | 15         | Decca    |
| 1965  | Hittin' the Road                                  |            | Decca    |
| 1966  | Stand By Me                                       |            | Vocalion |
| 1966  | By Request                                        | 28         | Decca    |
| 1966  | Country Hits Old and New                          | 35         | Decca    |
| 1967  | Another Story                                     | 6          | Decca    |
| 1968  | Ernest Tubb Sings Hank Williams                   | 34         | Decca    |
| 1968  | Greatest Hits                                     | 44         | Decca    |
| 1968  | Country Hit Time                                  |            | Decca    |
| 1969  | Let's Turn Back the Years                         |            | Decca    |
| 1969  | Saturday Satan Sunday Saint                       | 34         | Decca    |
| 1970  | Good Year for the Wine                            |            | Decca    |
| 1970  | Greatest Hits 2                                   |            | Decca    |
| 1971  | One Sweet Hello                                   |            | Decca    |
| 1972  | Say Something Nice to Sarah                       | 33         | Decca    |
| 1972  | Baby It's So Hard to Be Good                      |            | Decca    |
| 1973  | I've Got All the Heartaches I Can Handle          |            | MCA      |
| 1975  | Ernest Tubb                                       | 45         | MCA      |
| 1979  | Ernest Tubb: The Legend and the Legacy Volume One | 10         | Cachet   |

#### Collaborations
| Année | Album                        | Artiste      | US Country | Label |
| ----- | ---------------------------- | ------------ | ---------- | ----- |
| 1956  | Red and Ernie                | Red Foley    |            | Decca |
| 1965  | Mr. & Mrs. Used to Be        | Loretta Lynn | 13         | Decca |
| 1967  | Singin' Again                | Loretta Lynn | 2          | Decca |
| 1969  | If We Put Our Heads Together | Loretta Lynn | 19         | Decca |
| 1973  | Story                        | Loretta Lynn | 43         | MCA   |

### Singles
| Année | Single | Position   | Position | Label          |
| Année | Single | US Country | US       | Label          |
| ----- | --- | ---------- | -------- | -------------- |
| 1944  | "Try Me One More Time"                                                                                      | 2          | 15       | Decca          |
| 1944  | "Soldiers Last Letter"                                                                                      | 1          | 16       | Decca          |
| 1944  | "Yesterday's Tears"                                                                                         | 4          | 23       | Decca          |
| 1945  | "Keep My Mem'ry in Your Heart"                                                                              | 6          |          | Decca          |
| 1945  | "Tomorrow Never Comes"                                                                                      | 3          |          | Decca          |
| 1945  | "Carless Darlin'"                                                                                           | 3          |          | Decca          |
| 1945  | "It's Been So Long Darling"                                                                                 | 1          |          | Decca          |
| 1946  | "Rainbow at Midnight"                                                                                       | 1          |          | Decca          |
| 1946  | "Filipino Baby"                                                                                             | 2          |          | Decca          |
| 1946  | "Drivin' Nails in My Coffin"                                                                                | 5          |          | Decca          |
| 1947  | "Don't Look Now (But Your Broken Heart Is Showing)"                                                         | 4          |          | Decca          |
| 1947  | "So Round, So Firm, So Fully Packed"                                                                        | 5          |          | Decca          |
| 1947  | "I'll Step Aside"                                                                                           | 4          |          | Decca          |
| 1947  | "Headin' Down the Wrong Highway"                                                                            |            |          | Decca          |
| 1947  | "Answer to Rainbow at Midnight"                                                                             |            |          | Decca          |
| 1948  | "Seaman's Blues"                                                                                            | 5          |          | Decca          |
| 1948  | "You Nearly Lose Your Mind"                                                                                 | 15         |          | Decca          |
| 1948  | "Forever Is Ending Today"                                                                                   | 5          | 30       | Decca          |
| 1948  | "That Wild and Wicked Look in Your Eye"                                                                     | 9          |          | Decca          |
| 1948  | "Have You Ever Been Lonely? (Have You Ever Been Blue)"                                                      | 2          |          | Decca          |
| 1948  | "Let's Say Goodbye Like We Said Hello"                                                                      | 5          |          | Decca          |
| 1949  | "Till the End of the World"                                                                                 | 4          |          | Decca          |
| 1949  | "I'm Bitin' My Fingernails and Thinking of You" (avec The Andrews Sisters)                                  | 2          | 30       | Decca          |
| 1949  | "Don't Rob Another Man's Castle" (avec The Andrews Sisters)                                                 | 6          |          | Decca          |
| 1949  | "Daddy, When Is Mommy Coming Home"                                                                          | 15         |          | Decca          |
| 1949  | "Mean Mama Blues"                                                                                           | 6          |          | Decca          |
| 1949  | "Slippin' Around"                                                                                           | 1          | 17       | Decca          |
| 1949  | "My Filipino Rose"                                                                                          | 6          |          | Decca          |
| 1949  | "Warm Red Wine"                                                                                             | 8          |          | Decca          |
| 1949  | "My Tennessee Baby"                                                                                         | 10         |          | Decca          |
| 1949  | "Blue Christmas"                                                                                            | 1          | 23       | Decca          |
| 1949  | "White Christmas"                                                                                           | 7          |          | Decca          |
| 1949  | "Tennessee Border No. 2" (avec Red Foley)                                                                   | 2          |          | Decca          |
| 1950  | "Don't Be Ashamed of Your Age" (avec Red Foley)                                                             | 7          |          | Decca          |
| 1950  | "Letters Have No Arms"                                                                                      | 2          |          | Decca          |
| 1950  | "I'll Take a Back Seat for You"                                                                             | 8          |          | Decca          |
| 1950  | "I Love You Because"                                                                                        | 2          |          | Decca          |
| 1950  | "Unfaithful One"                                                                                            | 8          |          | Decca          |
| 1950  | "Throw Your Love My Way"                                                                                    | 3          |          | Decca          |
| 1950  | "Give Me a Little Old Fashioned Love"                                                                       | 9          |          | Decca          |
| 1950  | "Goodnight Irene" (avec Red Foley & The Sunshine Trio)                                                      | 1          | 10       | Decca          |
| 1950  | "Hillbilly Fever No. 2" (avec Red Foley)                                                                    | 9          |          | Decca          |
| 1950  | "You Don't Have to Be a Baby to Cry"                                                                        | 10         |          | Decca          |
| 1950  | "(Remember Me) I'm the One Who Loves You"                                                                   | 5          |          | Decca          |
| 1950  | "Blue Christmas" (re-entry)                                                                                 | 9          |          | Decca          |
| 1951  | "The Strange Little Girl" (avec Red Foley & Anita Kerr Singers)                                             | 9          |          | Decca          |
| 1951  | "Don't Stay Too Long"                                                                                       | 9          |          | Decca          |
| 1951  | "Hey La La"                                                                                                 | 6          |          | Decca          |
| 1951  | "Driftwood on the River"                                                                                    | 7          |          | Decca          |
| 1952  | "Blue Christmas" (re-entry)                                                                                 | 5          |          | Decca          |
| 1952  | "Too Old to Cut the Mustard" (avec Red Foley)                                                               | 5          |          | Decca          |
| 1952  | "Missing in Action"                                                                                         | 3          |          | Decca          |
| 1952  | "Somebody's Stolen My Honey"                                                                                | 9          |          | Decca          |
| 1952  | "Fortunes in Memories"                                                                                      | 5          |          | Decca          |
| 1953  | "No Help Wanted #2" (avec Red Foley)                                                                        | 7          |          | Decca          |
| 1953  | "Divorce Granted"                                                                                           | 9          |          | Decca          |
| 1954  | "Two Glasses, Joe"                                                                                          | 11         |          | Decca          |
| 1955  | "The Yellow Rose of Texas"                                                                                  | 7          |          | Decca          |
| 1955  | "Thirty Days (To Come Back Home)"                                                                           | 7          |          | Decca          |
| 1957  | "Mister Love" (avec The Wilburn Brothers)                                                                   | 8          |          | Decca          |
| 1958  | "House of Glass"                                                                                            | 13         |          | Decca          |
| 1958  | "Hey, Mr. Bluebird" (avec The Wilburn Brothers)                                                             | 9          |          | Decca          |
| 1958  | "Half a Mind"                                                                                               | 8          |          | Decca          |
| 1958  | "The Blues"                                                                                                 | 21         |          | Decca          |
| 1959  | "What Am I Living For"                                                                                      | 19         |          | Decca          |
| 1959  | "I Cried a Tear"                                                                                            | 12         |          | Decca          |
| 1959  | "Next Time"                                                                                                 | 14         |          | Decca          |
| 1960  | "Ev'rybody's Somebody's Fool"                                                                               | 16         |          | Decca          |
| 1961  | "Thoughts of a Fool"                                                                                        | 16         |          | Decca          |
| 1961  | "Through That Door"                                                                                         | 14         |          | Decca          |
| 1962  | "I'm Looking High and Low for My Baby"                                                                      | 16         |          | Decca          |
| 1962  | "Show Her Lots of Gold"                                                                                     | 30         |          | Decca          |
| 1963  | "Mr. Juke Box"                                                                                              | 28         |          | Decca          |
| 1963  | "Thanks a Lot"                                                                                              | 3          |          | Decca          |
| 1964  | "Be Better to Your Baby"                                                                                    | 26         |          | Decca          |
| 1964  | "Mr. and Mrs. Used to Be" (avec Loretta Lynn)                                                               | 11         |          | Decca          |
| 1964  | "Pass the Booze"                                                                                            | 15         |          | Decca          |
| 1965  | "Do You What You Do Do Well"                                                                                | 29         |          | Decca          |
| 1965  | "Our Hearts Are Holding Hands" (avec Loretta Lynn)                                                          | 24         |          | Decca          |
| 1965  | "Waltz Across Texas" (avec les Texas Troubadours)                                                           | 34         |          | Decca          |
| 1966  | "It's for God, and Country, and You Mom (That's Why I'm Fighting in Viet Nam)" (avec les Texas Troubadours) | 48         |          | Decca          |
| 1966  | "Till My Getup Has Gotup and Gone" (avec les Texas Troubadours)                                             | 32         |          | Decca          |
| 1966  | "Another Story"                                                                                             | 16         |          | Decca          |
| 1967  | "Sweet Thang" (avec Loretta Lynn)                                                                           | 45         |          | Decca          |
| 1968  | "Too Much of Not Enough"                                                                                    | 55         |          | Decca          |
| 1968  | "I'm Gonna Make Like a Snake"                                                                               | 69         |          | Decca          |
| 1969  | "Saturday Satan Sunday Saint"                                                                               | 43         |          | Decca          |
| 1969  | "Who's Gonna Take the Garbage Out" (avec Loretta Lynn)                                                      | 18         |          | Decca          |
| 1973  | "I've Got All the Heartaches I Can Handle"                                                                  | 93         |          | MCA            |
| 1977  | "Sometimes I Do"                                                                                            | 79         |          | 1st Generation |
| 1977  | "Half My Heart's in Texas"                                                                                  | flip       |          | 1st Generation |
| 1979  | "Waltz Across Texas" (réédité)                                                                              | 56         |          | Cachet         |
| 1979  | "Walkin' the Floor Over You" (avec Merle Haggard)                                                           | 31         |          | Cachet         |
| 1983  | "Leave Them Boys Alone" (avec Hank Williams, Jr. & Waylon Jennings)                                         | 6          |          | Warner/Curb    |

## Filmographie
- 1943 : The Fighting Buckaroo
- 1944 : Riding West
- 1944 : Jamboree
- 1947 : Hollywood Barn Dance (en) de Bernard B. Ray